# 아기사슴 플래그
《아기사슴 플래그》(The Yearling)는 1938년 3월에 마조리 롤링스가 출판한 소설이다. 1938년에 미국에서 가장 많이 팔린 소설이었고 1939년에는 7번째로 많이 팔린 소설이었다. 1938년에 250,000부 이상 판매되었다. 1939년 소설 부문으로 퓰리처상을 수상하였다. 1983년 애니메이션화되었다.

## 줄거리
어린 조디 백스터는 1870년대에 동물로 가득한 플로리다 중부 오지에서 부모인 오라와 에즈라 "페니" 백스터와 함께 살고 있다. 그의 부모는 그 앞에 6명의 다른 아이가 있었지만, 유아기에 죽어서 그의 어머니가 그와 유대하기가 어려워졌다. 그는 기억할 수 있는 한 애완동물을 원했지만, 그의 어머니는 애완동물은 물론이고 스스로 먹이를 먹을수있는 음식이 거의 없다고 말한다.

## 등장인물
- 에라 "페니" 백스터.
- 오라 백스터.
- 조디 백스터.
- 플래그.
- 포레스터 가.
- 포더 윙 포레스터.
- 줄리아.
- 리프.
- 퍼크.